# Плешаков Володимир Михайлович
Плешаков Володимир Михайлович (2 листопада 1957) — радянський хокеїст на траві.
Бронзовий призер Олімпійських Ігор 1980 року, учасник 1988 року.